# Metropole
Con il termine inglese metropole (derivante dal francese métropole, a sua volta in ultima analisi dal greco antico μητρόπολις, "città madre") si indica la madrepatria di uno Stato in rapporto ai suoi territori d'oltremare o coloniali. In italiano di solito si adopera la locuzione territorio metropolitano.

## Esempi

L'Italia romana fu il territorio metropolitano dell'Impero romano per più di tre secoli, dalla fondazione dell'impero con Augusto (27 a.C.) fino alla sua equiparazione alle province con Diocleziano (292 d.C.)

In questa particolare accezione, il termine fu utilizzato in inglese dal XIX secolo in poi per riferirsi ai rispettivi territori metropolitani dei vari imperi coloniali: britannico, francese, spagnolo e portoghese.